# Одбур-Леско, Ортанс
Ортанс Одбур-Леско, урождённая Антуанетта Сесиль Ортанс Вьель (фр. Hortense Haudebourt-Lescot, née Antoinette Cécile Hortense Viel; 14 декабря 1784, Париж — 2 января 1845, там же) — французская художница. Писала исторические картины, портреты и жанровые сцены.

## Биография и творчество
Ортанс Вьель родилась 14 декабря 1784 года в Париже.
Она училась живописи у Гийома Гийона-Летьера, стоявшего во главе Французской академии в Риме и бывшего членом Академии Святого Луки. В 1808 году последовала за своим учителем в Италию, где впоследствии провела восемь лет. Она много работала, делая зарисовки уличных сцен, быта, костюмов и лиц итальянцев.
Ортанс Вьель дебютировала в Парижском салоне в 1810 году со сценами из итальянской жизни, за которые получила медаль второго класса. В 1816 году она вернулась в Париж и в 1820 году вышла замуж за архитектора Пьера Одбура. Брак не помешал её карьере, и на протяжении следующих тридцати лет художница регулярно выставляла в Салоне свои работы (в общей сложности более ста), среди которых были картины на исторические и литературные сюжеты, портреты и сцены домашней жизни. По многим её работам создавались гравюры и литографии.
Одбур-Леско пользовалась известностью, и герцогиня Беррийская выбрала её в качестве своей «официальной» художницы. Она также написала две картины по заказу Луи-Филиппа для Исторического музея в Версале. В настоящее время работы Ортанс Одбур-Леско находятся в музеях Компьеня, Тулузы, Дижона, Бордо и т. д. В Лувре хранятся четыре её картины и двенадцать рисунков.